# Síran cesný
Síran cesný je anorganická sloučenina, cesná sůl kyseliny sírové. Používá se na přípravu hustých roztoků pro diferenciální odstřeďování. Má stejnou strukturu jako síran draselný.